# Hisashi Owada
Hisashi Owada (小和田 恆) (18 de setembro de 1932) é um ex-diplomata japonês e um juiz do Tribunal Internacional de Justiça. 
Owada é presidente do Instituto de Relações Internacionais japonês e conselheiro do Ministério de Relações Exteriores e do presidente do Banco Mundial. 
Hisashi também é conhecido por ser o pai de Masako, Imperatriz do Japão, e avô de sua filha, a Princesa Aiko.

## Biografia
Owada nasceu em Shibata, na província de Niigata. Depois de receber um diploma de Bachelor of Arts da Universidade de Tóquio em 1955, ele foi para a Universidade de Cambridge, no Reino Unido, onde ele obteve um diploma em Direito, em 1956.
Tendo retornado ao Japão, Hisashi Owada serviu em vários postos no Ministério de Relações Exteriores em Tóquio e nas embaixadas do Japão na Rússia e Estados Unidos. De 1976 até 1978, Hisashi serviu como secretário particular do ex-primeiro-ministro Takeo Fukuda.
Ele serviu como embaixador japonês da Organização para a Cooperação e Desenvolvimento Econômico de 1988 até 1989, antes de retornar ao Ministério de Relações Exteriores, onde serviu como subministro até sua promoção a vice-ministro em 1991. Permaneceu no Ministério até 1993. 
Entre 1994 e 1998, Owada serviu como embaixador japonês das Nações Unidas, onde trabalhou até sua indicação à Corte Internacional de Justiça, em 2003. Durante seu período como embaixador da ONU, ele serviu por duas vezes como presidente do Conselho de Segurança das Nações Unidas.
Além de sua respeitável carreira, Owada trabalhou por três décadas como professor de Direito na Universidade de Tóquio, na Universidade de Harvard, na Universidade de Nova York, na Universidade de Columbia, na Academia Hague de Direito Internacional, na Universidade de Waseda e na Universidade de Cambridge.